# Демидівка (Подільський район)
Деми́дівка — село Любашівської селищної громади Подільського району Одеської області України. Населення становить 484 осіб.
Село розташоване поблизу автошляху Київ — Одеса М05.

## Історія
Під час організованого радянською владою Голодомору 1932—1933 років померло щонайменше 11 жителів села.
Колишній орган місцевого самоврядування — Новоселівська сільська рада.
12 червня 2020 року, відповідно до Розпорядження Кабінету Міністрів України від № 724-р «Про визначення адміністративних центрів та затвердження територій територіальних громад Одеської області», увійшло до складу Любашівської селищної громади.
19 липня 2020 року, в результаті адміністративно-територіальної реформи і ліквідації Любашівського району, село увійшло до складу новоутвореного Подільського району.

## Населення
Згідно з переписом УРСР 1989 року чисельність наявного населення села становила 437 осіб, з яких 197 чоловіків та 240 жінок.
За переписом населення України 2001 року в селі мешкали 484 особи.

### Мова
Розподіл населення за рідною мовою за даними перепису 2001 року:
| Мова       | Відсоток |
| ---------- | -------- |
| українська | 81,82 %  |
| молдовська | 15,91 %  |
| російська  | 2,07 %   |
| болгарська | 0,21 %   |

## Відомі люди
В селі в 1954 році народився Володимир Панченко — український письменник.